# Anton Seidl (dirigent)
Anton Seidl (* 7. května 1850 v Pešti, Rakouské císařství – 28. března 1898 v New Yorku) byl maďarsko-americký dirigent a šéfdirigent.

## Život a činnost
Po absolvování školy studoval Seidl v letech 1870 až 1872 na Vysoké škole hudební v Lipsku. Poté se vrátil do svého rodného města a získal dirigentské vzdělání u Hanse Richtera. Následně se zapojil nejprve do tzv. „Nibelungen-Kanzlei“ v Bayreuthu, uměleckého uskupení (Felix Josef von Mottl, Hans Richter, Hermann Zumpe, Adolf Wallnöfer a dalších), které se věnovalo interpretaci a především propagaci Wagnerových oper. Díky těmto kontaktům získal Seidl na doporučení Richarda Wagnera místo divadelního šéfdirigenta Lipské opery za ředitelování Angelo Neumanna, jenž se zde proslavil především díky inscenacím Wagnerových oper. V letech 1882 a 1883 Seidl spolupracoval s Neumannovým ansámblem tzv. „Putujícím wagnerovským divadlem“. S tímto cestujícím spolkem, ke kterému patřil také kompletní orchestr, sbor i scénické vybavení s techniky, vystupoval několik let po celé Evropě. Celkem provedli 135 představení Prstenu Nibelungů a přes 50 dalších wagnerovských koncertů.
Po tomto období (mezitím v letech 1883–85 hostoval také v Brémách a v srpnu 1885 také v Německém zemském divadle v Praze, pokaždé s Angelo Neumannem), se ještě téhož roku (v říjnu 1885) vydal na svou první uměleckou cestu do New Yorku. 23. listopadu 1885 zaznamenal obrovský úspěch s Wagnerovými operami Lohengrin v Metropolitní opeře a o rok později s Tristanem a Isoldou v hlavních rolích s Lilli Lehmannovou a Albertem Niemannem.
Seidl se věnoval podpoře tzv. „americké hudby“ evropských skladatelů. Tak například podporoval také Antonína Dvořáka a 16. září 1893 v Carnegie Hall provedl světovou premiéru jeho 9. symfonie „Z Nového světa“.

## Dílo
- Anton Seidl (Hrsg.): The Music of the Modern World. 2. Bde, Appleton & Company, New York 1895.